# IV. třída okresu Žďár nad Sázavou
IV. třída okresu Žďár nad Sázavou tvoří společně s ostatními skupinami čtvrté třídy nejnižší (desátou nejvyšší) fotbalovou soutěž v České republice. Je řízena Okresním fotbalovým svazem Žďár nad Sázavou. Hraje se každý rok od léta do jara se zimní přestávkou. Hraje se ve dvou skupinách (označených A a B), v ročníku 2017/18 startuje 19 týmů (9 ve skupině A a 10 ve skupině B) z okresu Žďár nad Sázavou. Ve skupině hraje každý s každým jednou na domácím hřišti a jednou na hřišti soupeře. Vzhledem k lichému počtu účastníků ve skupině A má v každém kole jedno mužstvo tzv. volný los, tedy v tomto kole nehraje. Vítěz postupuje do III. třídy okresu Žďár nad Sázavou. Ze soutěže se již nikde nesestupuje.

## Vítězové

### IV. třída okresu Žďár nad Sázavou skupina A
| Ročník    | Vítězný tým                     |
| --------- | ------------------------------- |
| 2003/2004 | SK FC Křižanov „B“              |
| 2004/2005 | FK Železárny Štěpánov „B“       |
| 2005/2006 | SK Bystřice nad Pernštejnem „B“ |
| 2006/2007 | SK Rožná                        |
| 2007/2008 | FK TJ Radešínská Svratka        |
| 2008/2009 | FC Hamry nad Sázavou            |
| 2009/2010 | SK Transformátor Počítky        |
| 2010/2011 | TJ Rozsochy „B“                 |
| 2011/2012 | TJ Sokol Sněžné                 |
| 2012/2013 | FK TJ Radešínská Svratka „B“    |
| 2013/2014 | FK Železárny Štěpánov           |
| 2014/2015 | FC Hamry nad Sázavou „B“        |
| 2015/2016 | TJ Bohdalov „B“                 |
| 2016/2017 | TJ Sokol Polnička               |
| 2017/2018 | FK Doubravník                   |
| 2018/2019 |                                 |

### IV. třída okresu Žďár nad Sázavou skupina B
| Ročník    | Vítězný tým                       |
| --------- | --------------------------------- |
| 2004/05   | Soutěž se nehrála.                |
| 2005/06   | Soutěž se nehrála.                |
| 2006/07   | Soutěž se nehrála.                |
| 2007/08   | Soutěž se nehrála.                |
| 2008/2009 | TJ Družstevník Jabloňov           |
| 2009/2010 | TJ Sokol Radostín nad Oslavou „B“ |
| 2010/2011 | TJ Věchnov                        |
| 2011/2012 | FC Santus Jívoví                  |
| 2012/2013 | SK Dolní Heřmanice                |
| 2013/2014 | SK FC Křižanov „B“                |
| 2014/2015 | TJ Strážek                        |
| 2015/2016 | TJ Březí-Březské                  |
| 2016/2017 | TJ Jiskra Bohdalec                |
| 2017/2018 | TJ Sokol Radostín nad Oslavou „B“ |
| 2018/2019 |                                   |